# Pöllä (ö i Norra Österbotten, Oulunkaari)
Pöllä är en ö i Finland. Den ligger i sjön Aittojärvi och i kommunen Pudasjärvi i den ekonomiska regionen  Oulunkaari  och landskapet Norra Österbotten, i den centrala delen av landet, 600 km norr om huvudstaden Helsingfors. Öns area är 0,5 hektar och dess största längd är 120 meter i öst-västlig riktning.